# Kostel svatého Fabiána a Šebestiána (Liboc)
Římskokatolický kostel svatého Fabiána a Šebestiána v Praze-Liboci se nachází v ulici Libocká. Původně byl románský, nově je vystaven klasicistně v letech 1842-1844.

## Historie
Vesnice Liboc (villa Lubocz) byla spolu s jinými darována klášteru benediktinů v Břevnově již v zakládací listině z roku 993; listina je však falzem ze 12. století, odráží tedy situaci té doby. Analogicky k dalším vsím tohoto kláštera je tedy pravděpodobně, že kostel byl postaven v době románské. Dosvědčily to četné archeologické nálezy raně středověkého osídlení z blízkosti kostela a z klášterního dvora. Také zasvěcení kostela sv. Fabiánovi a sv. Šebestiánovi je pro období od konce 11. do 1. poloviny 13. století typické.
Podle nespolehlivých zpráv Václava Hájka z Libočan měl být kostel založen již roku 992 knížetem Boleslavem II. na místě, kde pohanský pán Hradoboj z Ruzyně nechal zabít kněze a misionáře Prostivoje. Následujícího roku měla být celá ves Liboc i s kamenným kostelem předána břevnovskému klášteru.
Roku 1421 pražská obec Liboc břevnovskému klášteru odňala a v kostele začali působit utrakvističtí kněží. Po rekatolizaci dal kostel někdy mezi lety 1651–1685 obnovit nejvyšší purkrabí Bernard z Martinic a duchovní správa kostela připadla nejdříve faráři kostela Matky Boží před Týnem a následně františkánům u kostela Panny Marie Sněžné.
Vlastní farnost vznikla v Liboci až roku 1702. Libocký farář zprvu spravoval také Bohnice, úkolů na něj kladených však bylo příliš, a tak se roku 1738 Bohnice od libocké farnosti odloučily. I tak k libocké farnosti v následujících desetiletích přináležela Ruzyně, Nebušice, Vokovice, Veleslavín, Řepy, Bílá Hora, Stodůlky, Košíře a Motol. Od konce 18. století se sice okrsek libocké farnosti začal zmenšovat, přesto však kapacita kostela přestávala vystačovat. Kostel byl navíc vlhký a tmavý, protože jeho podlaha se nacházela pod úrovní terénu.
Farář František Lampa proto nechal vypracovat plány nového kostela, který by místo dosavadních 250–300 pojal 620 věřících. Roku 1842 byl starý kostel úplně zbourán a na jeho místě začal stavitel Karel Brusta stavět kostel nový. Oltářní obraz namaloval Josef Vojtěch Hellich a varhany vyhotovil pražský varhanář Gartner. Nový kostel byl vysvěcen v neděli 20. října 1844. Zároveň byl zrušen přilehlý hřbitov, který byl přeložen na nový hřbitov u Hvězdy.
Roku 1958 byl kostel zapsán do seznamu kulturních památek.

## Současnost
Farní kostel a budovu fary převzali roku 1996 do své správy pražští karmelitáni, kteří je dali adaptovat. V 90. letech byla také rekonstruována sousední budova bývalých jeslí pro Domov Svaté rodiny mentálně postižených osob, jimž slouží dosud.

## Galerie

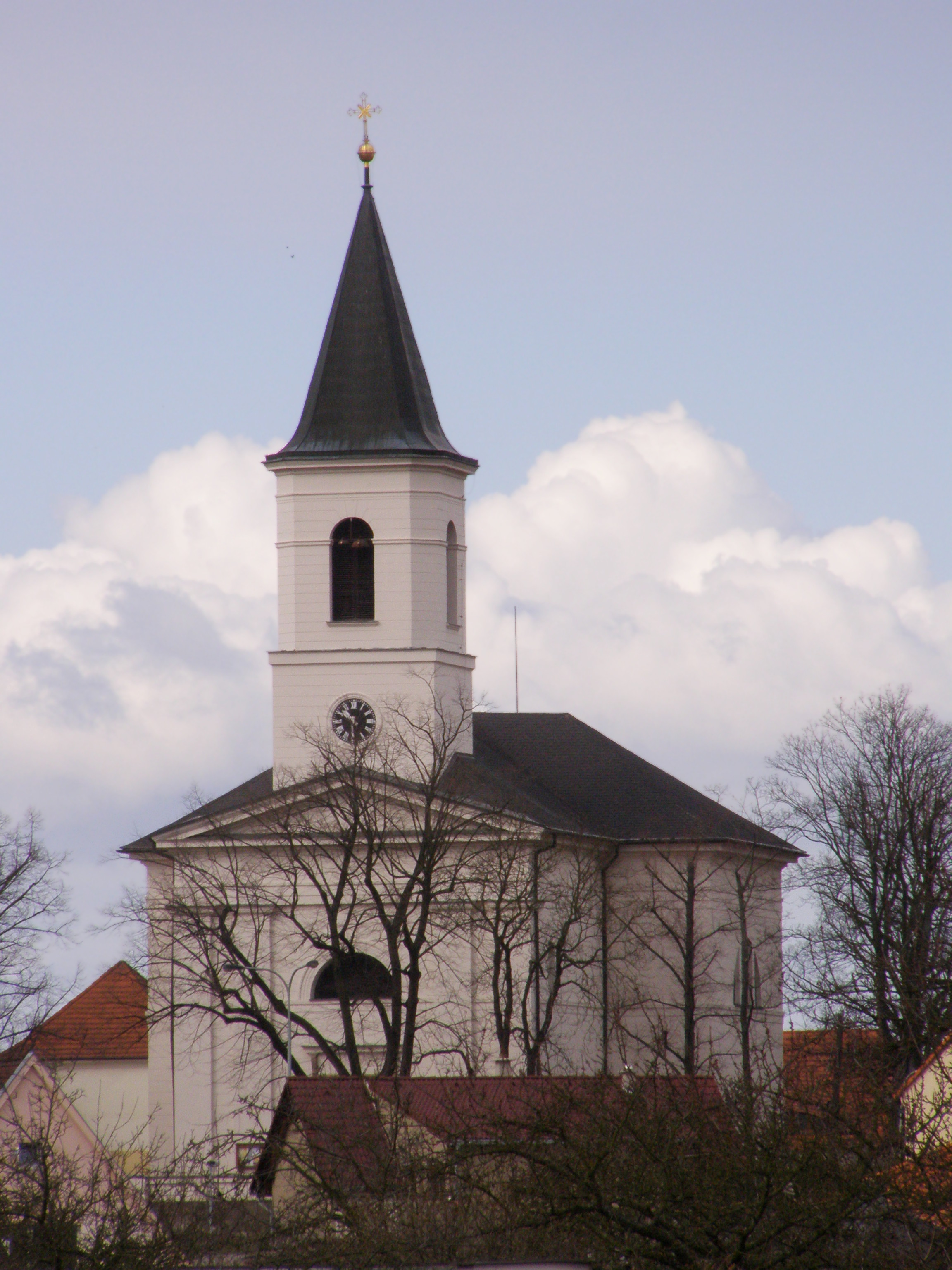
Kostel sv. Fabiána a Šebestiána
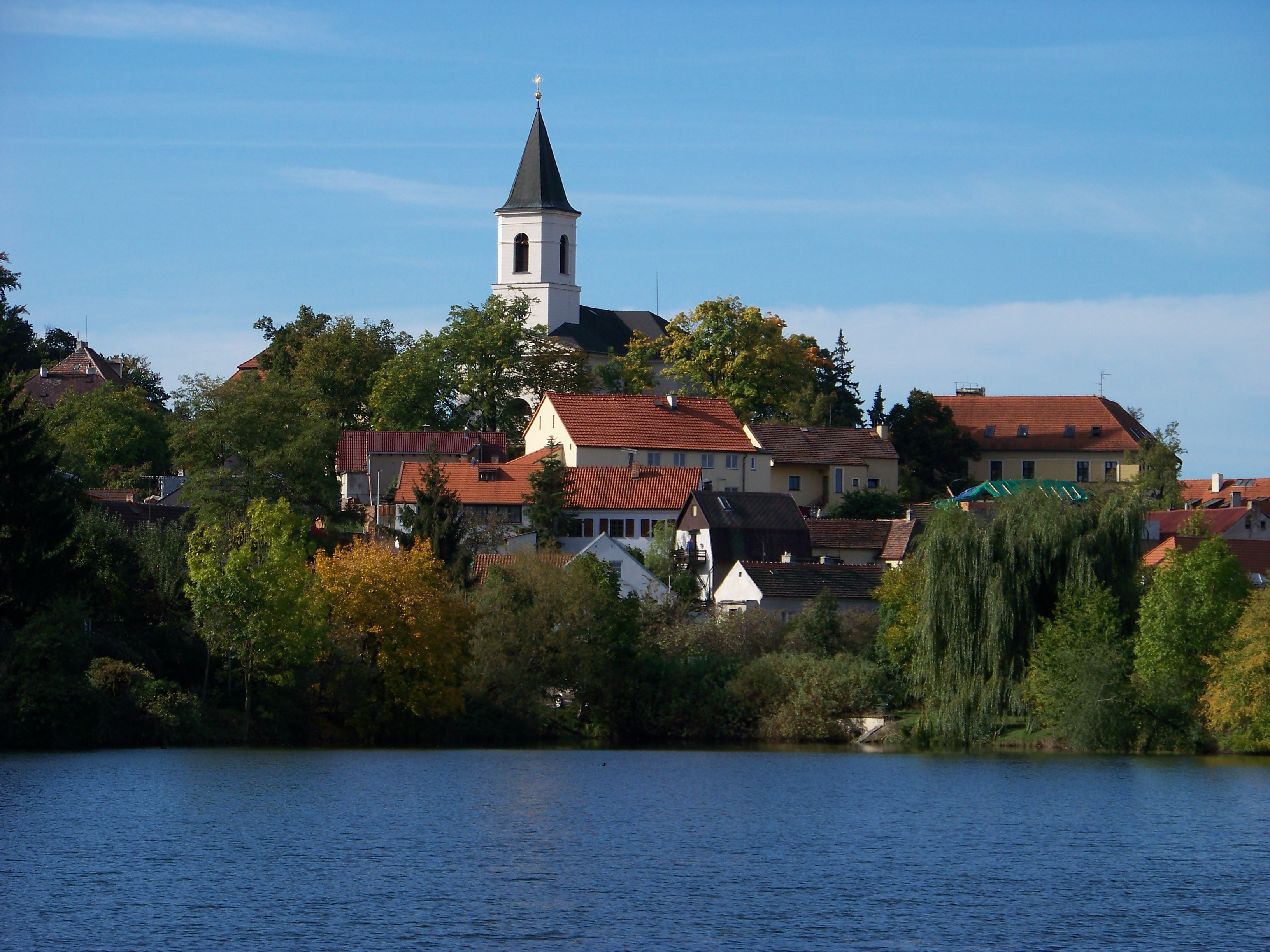
Libocký kostel, nad hladinou Libockého rybníka
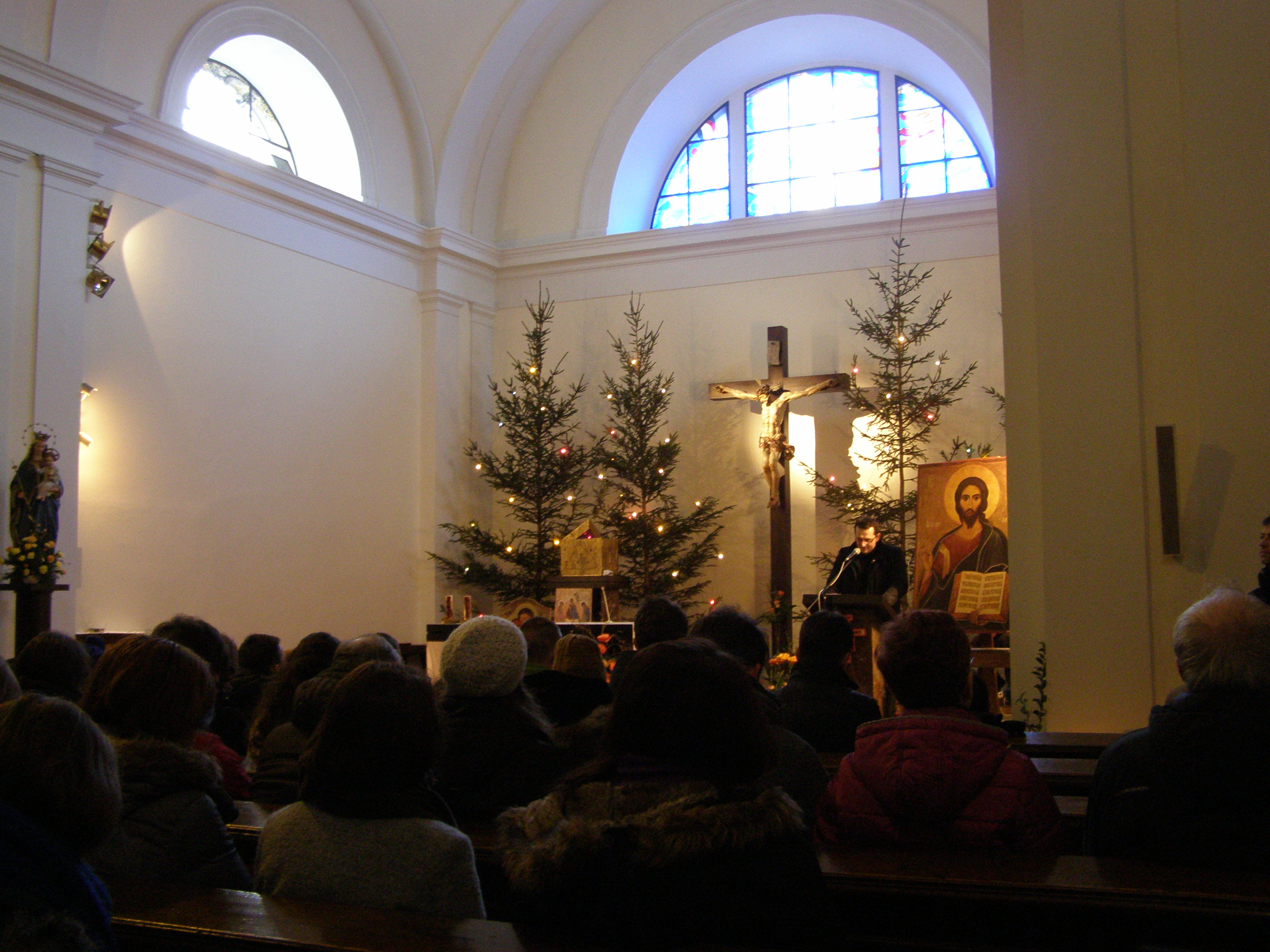
Interiér kostela